# Strange Highways
Strange Highways är ett album av hårdrocksbandet Dio, utgivet 1994.

## Låtlista
1. "Jesus, Mary and The Holy Ghost" - 4:13
2. "Firehead" - 4:07
3. "Strange Highways" - 6:54
4. "Hollywood Black" - 5:09
5. "Evilution" - 5:37
6. "Pain" - 4:13
7. "One Foot in the Grave" - 4:02
8. "Give Her the Gun" - 6:00
9. "Blood from a Stone" - 4:15
10. "Here's to You" - 3:24
11. "Bring Down the Rain" - 5:45

## Medverkande
- Vinny Appice - trummor
- Ronnie James Dio - sång
- Tracy G - gitarr
- Jeff Pilson - bas, keyboard